# 阿馬雅里

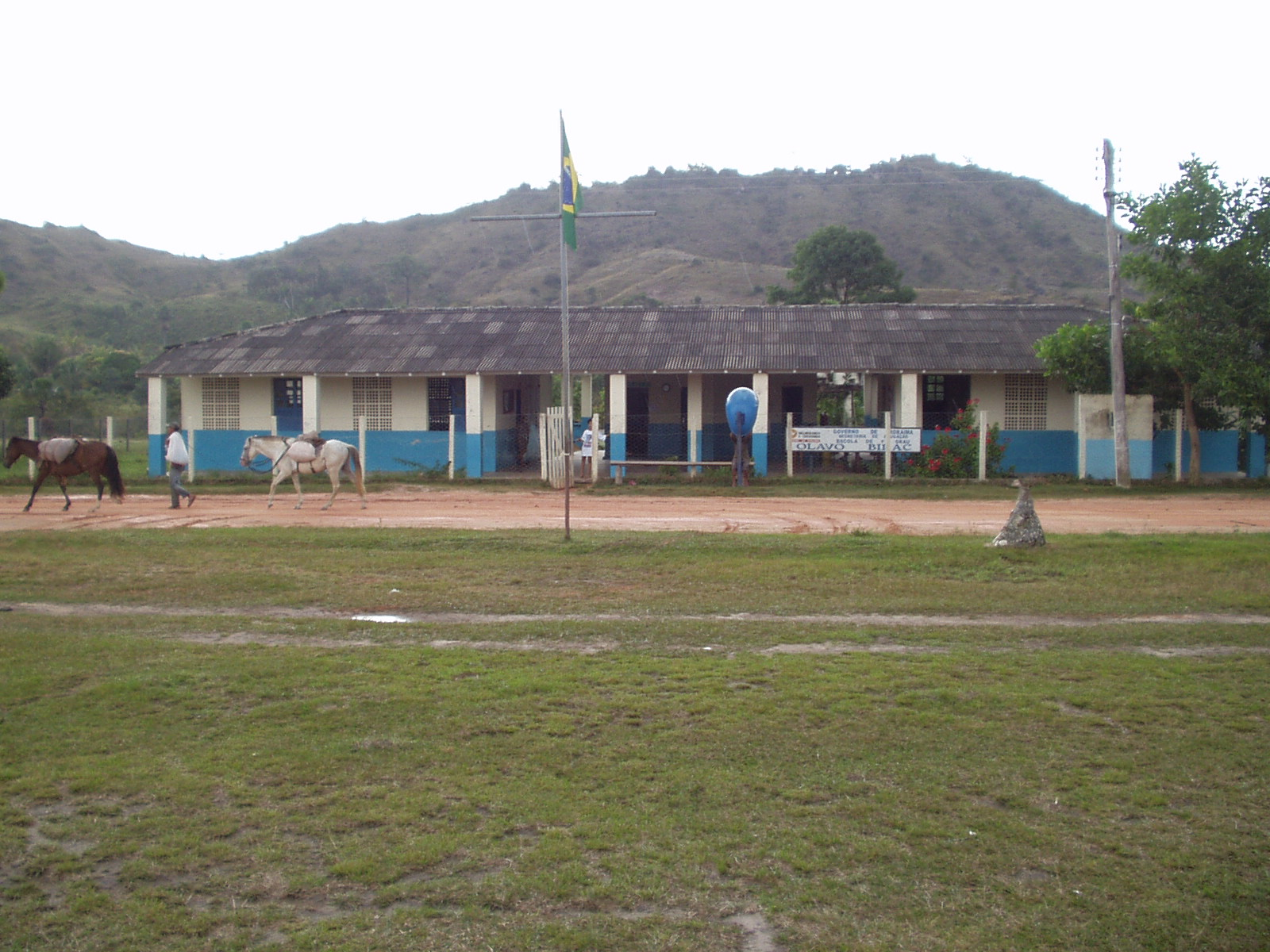
阿馬雅里

阿馬雅里（葡萄牙語：Amajari），是巴西的城鎮，位於該國北部，由羅賴馬州負責管轄，始建於1995年，面積28,472平方公里，海拔高度100米，2013年人口10,432，人口密度每平方公里0.37人。
3°39′7″N 61°22′15″W / 3.65194°N 61.37083°W